# My Makhzen and Me
My Makhzen and Me (en idioma árabe أنا ومخزني , Ana wa-Maẖzanī) es una película documental marroquí dirigida por Nadir Bouhmouch en 2012. El documental fue el primero de este tipo en Marruecos, una crítica directa y sin precedentes del Makhzen marroquí, que retrataba la lucha a favor de la democracia de los jóvenes del Movimiento 20 de febrero e hizo un amplio uso de material filmado por los activistas en teléfonos o cámaras de vídeo doméstico que muestran la violencia de la policía en las manifestaciones que tuvieron lugar a lo largo de 2011 y principios de 2012. El documental fue realizado en idioma árabe.

## Antecedentes
Las Protestas en Marruecos de 2011-2012 fueron una serie de manifestaciones populares en este país del norte de África donde se hicieron reclamaciones de reformas políticas y sociales en el marco de las grandes protestas que han afectado el mundo árabe y que empezaron en Túnez, en diciembre de 2010. Las manifestaciones fueron organizadas por el Movimiento del 20 de febrero, cuando Miles de personas emprendieron una marcha por doce ciudades reclamando más democracia.

## Sinopsis

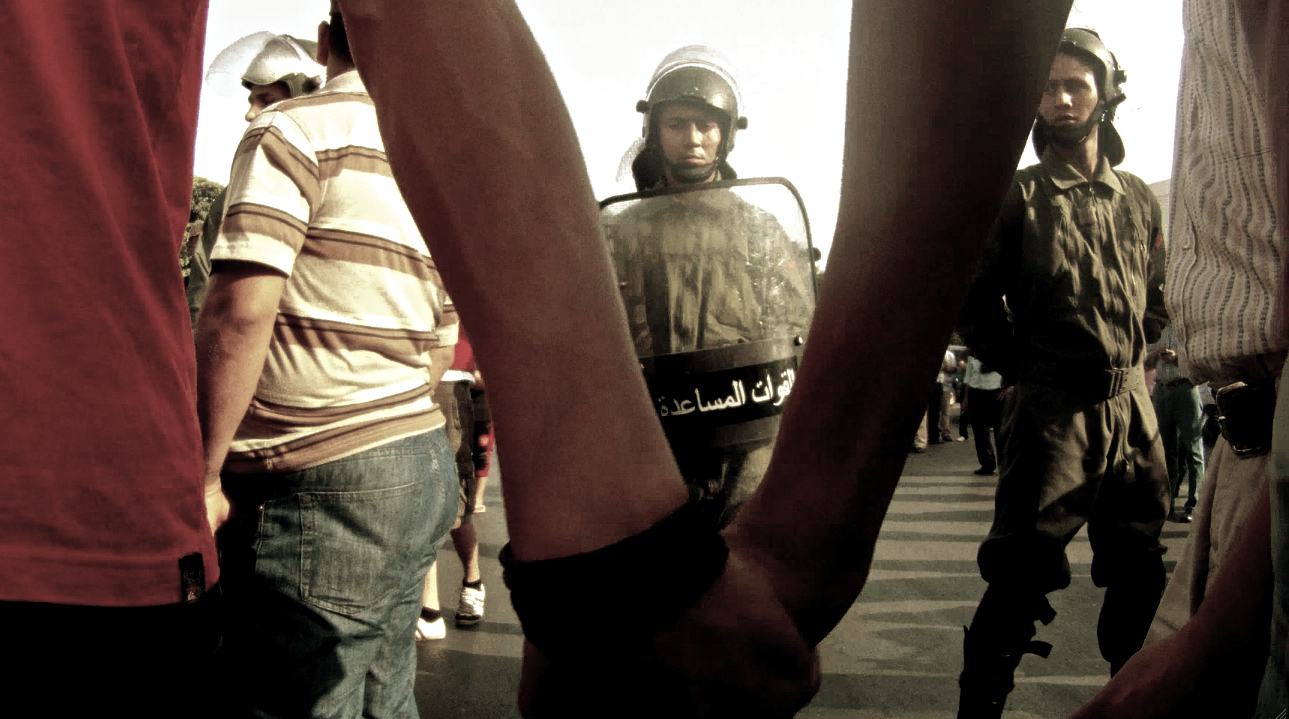
Escena de "My Makhzen and Me"

El verano de 2011, Nadir Bouhmouch, un estudiante marroquí en el extranjero en California Estados Unidos, regresó a su país de origen y lo encontró en estado de agitación. Los levantamientos en Túnez y Egipto se habían extendido a Marruecos. Organizada por un grupo de estudiantes llamado el movimiento del 20 de febrero, la gente estaba inundando las calles y exigía un cambio. Pero el Makhzen (la clase gobernante) se negaba a hacer concesiones. Dividida en varias secciones, la película investiga lo que inicialmente dio origen a esta revuelta y los diferentes obstáculos que el pueblo marroquí se encontraban en su lucha por la democracia. En la película se hace uso de varias entrevistas, pero en gran parte se centra en dos de los jóvenes activistas del 20 de febrero en la capital de Marruecos, Rabat.

## Producción
El documental fue producido clandestinamente sin permisos de rodaje, en el que el director Nadir Bouhmouch calificó como «acto de desobediencia civil» contra la institución estatal de marroquí, el Centro Cinematográfico Marroquí (CCM); y lo que perciben como leyes restrictivas y censura cinematográfica. El equipo de rodaje se redujo a un pequeño grupo de voluntarios que tenían poca o ninguna experiencia en cine. Bouhmouch trabajó en todos los aspectos de la película, excepto la música que fue original del subdirector 
Eric Long, y como resultado el coste de la película fue de menos de 200 $ US.

## Principales protagonistas
- Abdelfatah
- Youness Belghazi
- Montasser Drissi
- Selma Maarouf

## Censura
La película fue censurada en Marruecos. A raíz del intento de proyectarla en el Festival de Cine «Éttonants Voyageurs», en Rabat, las autoridades marroquíes amenazaron con clausurar todo el festival. Los organizadores del festival fueron obligados a sacar el documental de su programa. Las proyecciones en el interior de Marruecos han sido clandestinas y han tenido lugar en los locales de organizaciones sindicales y de derechos humanos.